# Cutervodesmus adisi
Cutervodesmus adisi är en mångfotingart som beskrevs av Sergei I. Golovatch 1992. Cutervodesmus adisi ingår i släktet Cutervodesmus och familjen Fuhrmannodesmidae. Inga underarter finns listade i Catalogue of Life.